# 1949年のル・マン24時間レース

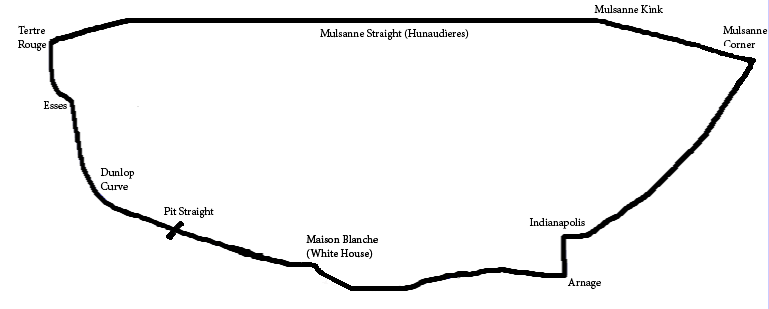
1949年のコース

1949年のル・マン24時間レース（24 Heures du Mans 1949 ）は、17回目のル・マン24時間レースであり、1949年6月25日から6月26日にかけてフランスのサルト・サーキットで行われた。

## 概要
第二次世界大戦は1945年に終わったもののヨーロッパ諸国は社会的・経済的に大きな痛手を受け、レースが行なわれるまでになるにはそれなりの年月を必要とし、ル・マン24時間レースの場合は1949年が戦後初の開催となった。
1939年のル・マン24時間レースまでは市販スポーツカーとしてカタログに掲載された自動車でないと出場できなかった。しかし戦後のレース再開に際して市販車に限定しては台数を集められるメドが立たなかったため、フランス西部自動車クラブは窮余の策としてスポーツカーとして市販される前段階の市販計画中の車両の出場を認めることにした。これは「プロトタイプカー」と呼ばれ、灯火類、フロントガラス、トランクスペース、スペアタイヤ搭載などの装備が義務づけられ、公認されたメーカーが作成し、所属する国のレース統括団体が確認書を出している必要がある。この条項制定当初は暫定措置と考えられており、多数のメーカーが戦闘力のある車両を実際に市販する中で削除されるはずであったが、しかしこの後すぐに「市販計画中」は建前となり、有力チームが多額の開発費を費やして一品製品として作るレーシングカーが優勝を争うようになった。
出走したのは49台。戦前の弱小メーカーはほとんど姿を消し、ドライエやブガッティといった名門も例外ではなかった。フェラーリがわずか1,995ccの166MMで初出場した。完走したのは19台
。
記録こそふるわなかったがルイジ・キネッティ（Luigi Chinetti ）/セルズドン男爵ピーター・ミッチェル・トムソン（Peter Mitchell-Thomson ）組のフェラーリ・166MMが24時間で3178.279kmを平均速度132.420km/hで走って優勝した。